# Georges Vallat
Georges Vallat est un arbitre français de football des années 1920.

## Carrière
Il a officié dans une compétition majeure : 
- JO 1924 (2 matchs)